# Václav Melzer
Václav Melzer (* 26. August 1878 in Wilkischen bei Mies, Österreich-Ungarn; † 1. Mai 1968 in Domažlice) war ein böhmischer, tschechoslowakischer Botaniker und Mykologe. Melzer erforschte hauptsächlich Täublinge. Er entdeckte unter anderem Russula sardonie var. mellina und Russula helodes. Der Mykologe Josef Velenovský benannte Boletus melzeri nach Melzer. Die von Melzer zur mykologischen Färbung entwickelte Lösung ist heute als Melzers Reagenz bekannt.